# Heinrich Ernst (Sänger)

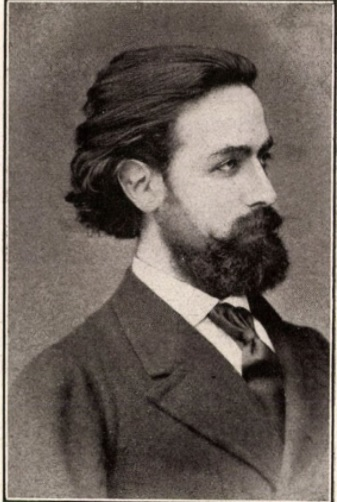

Heinrich Ernst (* 19. September 1848 in Dresden; † 11. August 1919 in Wannsee bei Berlin) war ein deutscher Kammersänger (Bariton).

## Leben und Wirken
Er war der Sohn des Journalisten Moritz Ernst und der Sängerin Josefine Ernst-Kaiser. Bereits als Kind hatte er Auftritt am Carl-Theater in Wien. Später besuchte er die Opernschule in Pest und kam 1872 an das Stadttheater nach Leipzig und 1875 an die Königliche Hofoper nach Berlin, wo er vor allem als Wagner-Sänger auftrat und den Titel eines königlich-preußischen Kammersängers erlangte. Ab 1891 war er am Hoftheater in Schwerin im Großherzogtum Mecklenburg-Schwerin tätig. Er starb an einer Lungenentzündung.